# Марія Вукович (футболістка)
Марія Вукович (серб. Марија Вуковић; нар. 25 березня 1990, Зренянин, Сербія) — сербська футболістка, нападниця російського клубу «Рязань-ВДВ» та національної збірної Сербії.

## Життєпис
Починала займатися футболом у команді хлопчиків «Пролетер» (Зренянін). У 11-річному віці перейшла в жіночу команду «Пожаревац», в цьому клубі провела 18 років в дитячих командах і дорослому складі. За основну команду «Пожаревац» виступала щонайменше з 2007 року. Була капітаном і найкращим бомбардиром свого клубу. Ставала найкращим бомбардиром сербської ліги в 2017 році (29 голів), 2018 рік (26 голів). В окремих матчах забивала по 4 та 5 голами.
Влітку 2019 року перейшла до російського клубу «Рязань-ВДВ». Дебютний матч у чемпіонаті Росії зіграла 27 липня 2019 року проти «Чертаново» і на 46-й хвилині матчу забила свій перший м'яч, принісши перемогу своєму клубу. У другому матчі, 3 серпня 2019 року проти іжевського «Торпедо» відзначилася «хет-триком». Всього за половину сезону зіграла 10 матчів та відзначилася 7 голами у чемпіонаті Росії, стала зі своїм клубом фіналісткою Кубку країни.
Виступала за збірні Сербії молодших вікових груп. В юному віці дебютувала в складі національної збірної Сербії, проте довгий час не була гравцем основного складу. Один з перших офіційних матчів за збірну зіграла 23 листопада 2011 року проти Англії, замінивши на 73-й хвилині Мілену Пешич. Першими голами відзначилася 5 жовтня 2019 року, забила два м'ячі у ворота Північної Македонії (Статистика за ранні роки може бути відсутня).